# Maj-Britt Nilsson (1927)
Maj-Britt Schjaerff, känd under flicknamnet Maj-Britt Nilsson, född 27 november 1927 i Katarina församling i Stockholm, är en svensk revyskådespelare. Hon var medlem i Vårat gäng från 1939.
Hon var 1952–1959 gift med Stig Axel Olsen (1920–1982) och 1962 med Bernt Schjaerff (född 1925). På 1960-talet bosatte hon sig i Köpenhamn.

## Filmografi
- 1941 – Ett ögonblick redaktörn
- 1942 – Vårat gäng

## Teater

### Roller
| År   | Roll        | Produktion                                                                                   | Regi          | Teater                  |
| ---- | ----------- | -------------------------------------------------------------------------------------------- | ------------- | ----------------------- |
| 1950 | Medverkande | Folk i farten, revy Karl-Ewert                                                               | Werner Ohlson | Odeonteatern, Stockholm |
| 1951 | Medverkande | De' som gömmes i snö, revy Karl-Ewert                                                        | Werner Ohlson | Odeonteatern, Stockholm |
| 1951 | Medverkande | Född i år, revy Karl-Ewert                                                                   | Werner Ohlson | Odeonteatern, Stockholm |
| 1953 | Medverkande | Glädjen i topp revy Charles Henry, Allan Forss, Tryggve Arnesson, Karl-Ewert, Herr Dardanell | Werner Ohlson | Odeonteatern, Stockholm |